# Gallus Brockard
Gallus Brockard OSB (* 8. Juni 1724 in Bamberg; † 30. April 1799) war ein deutscher Benediktiner und von 1759 bis zu seinem Ableben 1799 Abt der Abtei Michelsberg in Bamberg.

## Leben
Gallus Brockard wurde am 8. Juni 1724 in Bamberg geboren. Er trat in den Orden der Benediktiner ein, wo er am 25. März 1744 seine Profess ablegte. Brockard, der an der Universität Bamberg Rechtswissenschaft studierte, erhielt daraufhin im Jahre 1750 die Priesterweihe und wurde in weiterer Folge Vizekanzleidirektor. Als solcher war er mit der Bearbeitung komplizierter Rechtsangelegenheiten betraut. Beauftragt mit dem Ordnen des Klosterarchivs, fand er das Original der Stiftungsurkunde von Kaiser Heinrich II. wieder. Dieses Dokument galt bis zu diesem Zeitpunkt als längst verloren.
Als der damalige Abt Ludwig Dietz in den Jahren 1758 bzw. 1759 vor den preußischen Truppen flüchtete, übertrug er die Führung der Abtei an Brockard. Noch auf dem Sterbebett empfahl er Brockard als seinen Nachfolger. Dieser wurde in weiterer Folge am 11. Dezember 1759 zum Abt gewählt und als solcher am 19. März 1760 benediziert. Als Abt war Brockard bis zu seinem Ableben tätig; unter seine Amtszeit fiel die Erneuerung des Inneren der Abteikirche und die Neuerbauung der Amtshöfe in Gremsdorf und Rattelsdorf. Als er am 30. April 1799 im Alter von 74 Jahren starb, hinterließ er der Abtei hohe Schulden.

## Sonstiges
Auf einer bis zum 20. Dezember 1760 gültigen, im Namen des Klosters Michelsberg ausgestellten Urkunde, wurde festgelegt, dass […] Andreas Zapf, Bürger und Kupferschmied im Sand zu Bamberg, reversiert Gallus Brockard, Abt des Klosters Michelsberg bei Bamberg, den halben Teil am Haus "Zum roten Schild" im Sand in Bamberg als Zinslehen.